# Зелений чай

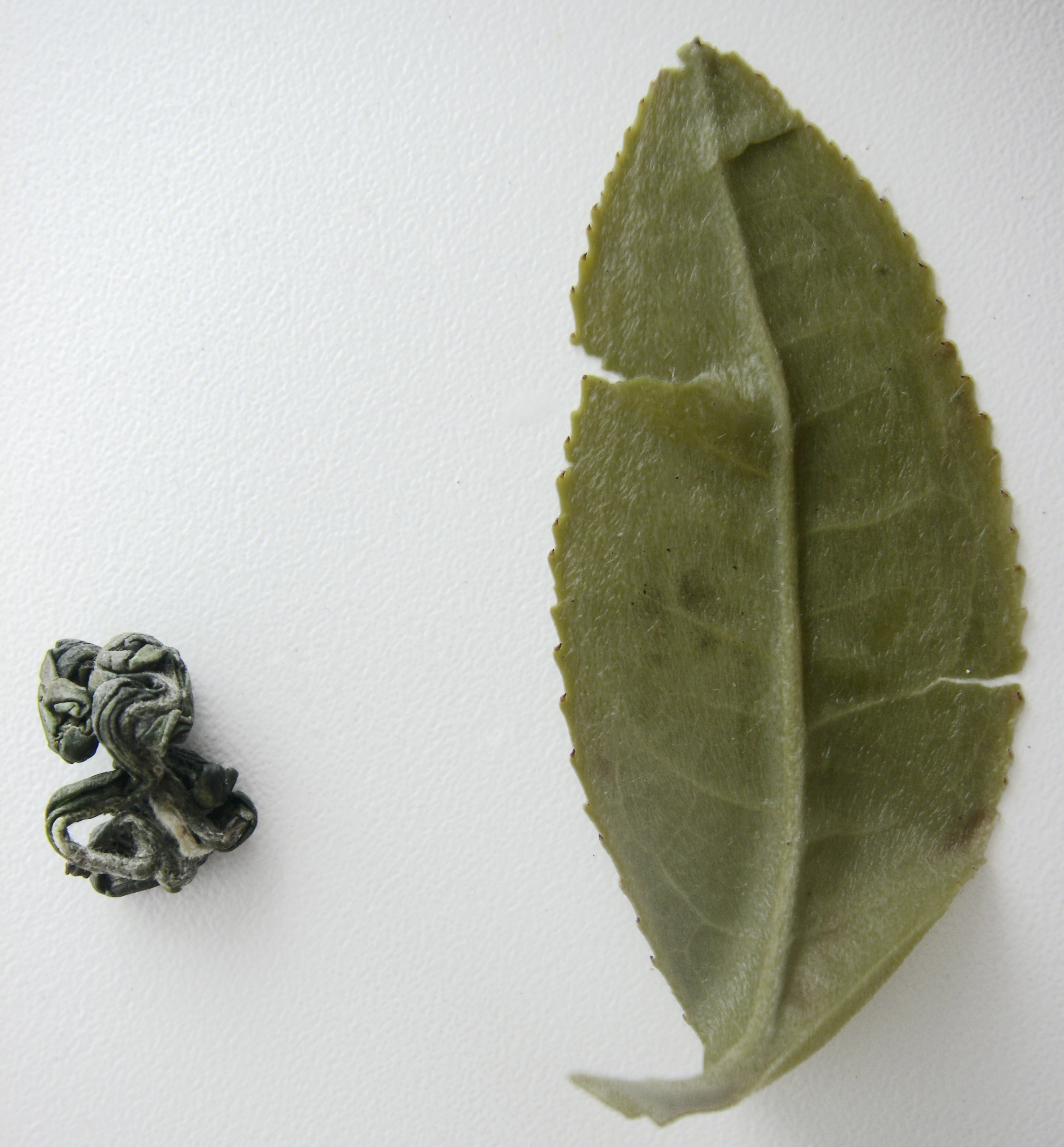
Лист зеленого чаю Нефритовий Ганпаудер: скручений, та той, що розвернувся під час заварювання

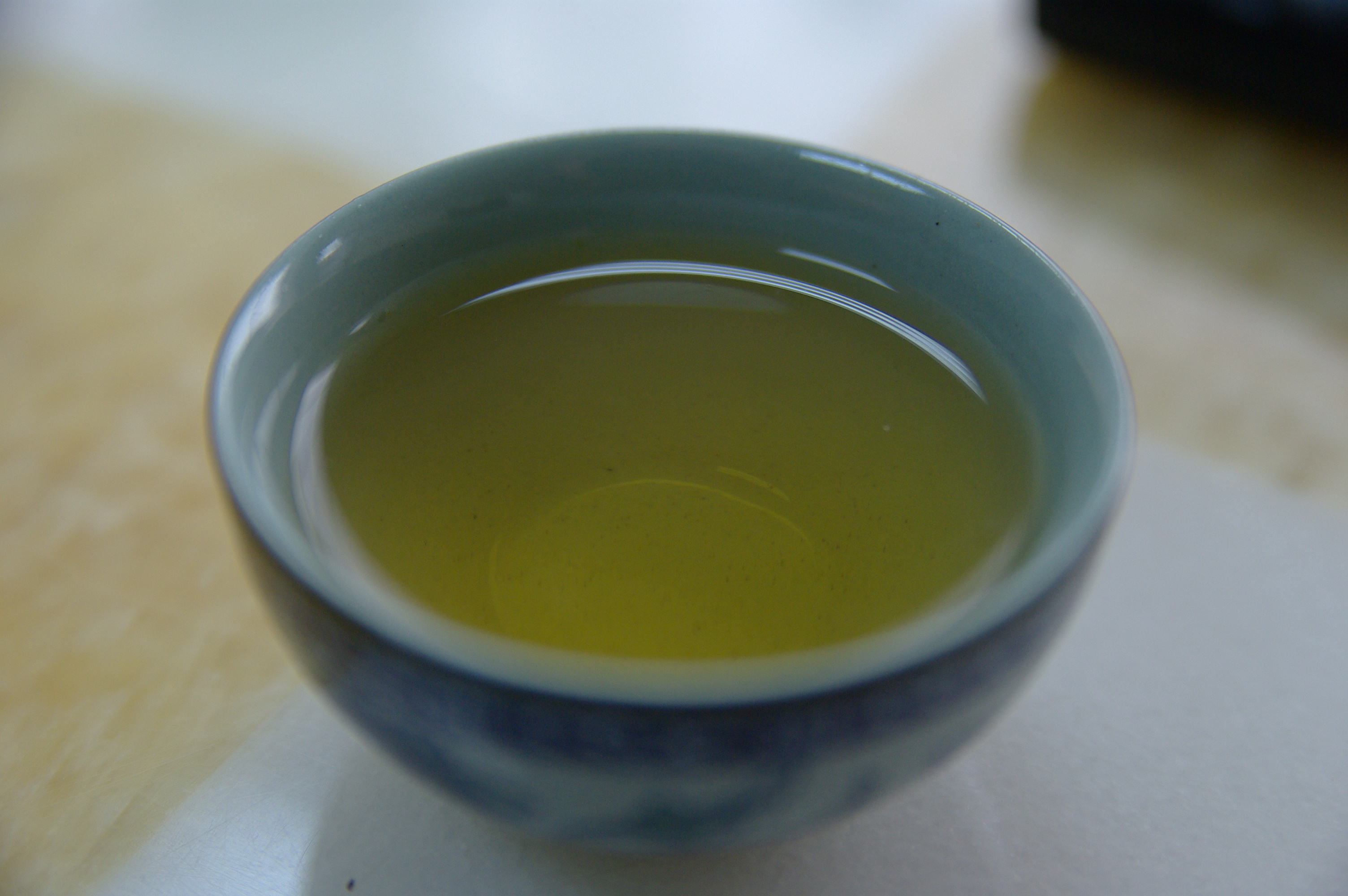
Чашка зеленого чаю

Зелений чай — ґатунок чаю, який досягається такою обробкою чайного листя: зав'ялювання + часткова сушка + скручування + досушування, також подрібнення (наприклад, у Японії). Основна задача при виготовленні зеленого чаю — зберегти його біологічно активні природні речовини, що містяться у чайному листі. Саме тому процес виготовлення цього різновиду чаю не «агресивний» та підпорядкований цілі збереження корисних речовин у листі — тобто це малоферментований або неферментований чай.
Основний світовий виробник зеленого чаю, який його і подарував світові — Китай.
Готовий висушений зелений чай повинен бути зеленого кольору, потемніння заварки до коричневого, темно-сірого чи бурого кольору — ознака неякісного чаю.
Існує кілька сортів зеленого чаю, які суттєво відрізняються залежно від використовуваного сорту Camellia sinensis, умов вирощування, методів садівництва, обробки продукції та часу збору врожаю.
Двома основними унікальними компонентами зеленого чаю є катехіни та теанін, і вплив цих компонентів на здоров'я привертає велику увагу в Японії та за кордоном.
У зеленому чаї міститься велика кількість кофеїну і при тривалому заварюванні він може почати гірчити. Правильно заварений зелений чай містить унікальне поєднання вітамінів, мікроелементів та інших поживних речовин (наприклад, рослинних білків).[джерело?]
Зелений чай здавна відомий як лікарський напій. Його застосовують для нормалізації артеріального тиску, зміцнення стінок судин та капілярів. Зелений чай сприяє зниженню ваги, покращує перетравлювання їжі, значно знижує ризик виникнення карієсу[джерело?], проте однозначних наукових доказів немає.

## Як правильно заварювати
Техніка заварювання залежить від виду та сорту зеленого чаю.
На 150 мл чашку потрібно приблизно 1 чайну ложку чаю.
Найвища температура заварювання 81-87 °C, а оптимальний час для заварювання —  від двох до трьох хвилин. Зазвичай низькоякісний зелений чай заварюється довше і при вищій температурі, в той час, як чай вищої якості заварюється швидше і при нижчій температурі. Зелений чай високої якості можна заварювати двічі та більше разів.

## Вплив на здоров'я людини
Зелений чай містить поліфеноли, зокрема, катехіни, найбільш поширеним з яких є галлат епігаллокатехін. Зелений чай також містить каротиноїди, токофероли, аскорбінову кислоту (вітамін С), мінерали, такі як хром, марганець, селен і цинк, і деякі фітохімічні сполуки. Це сильніший антиоксидант, ніж чорний чай.
Існує багато теорій і досліджень, щодо ефективності впливу зеленого чаю на здоров'я людини. Проте, проведені ґрунтовні наукові дослідження щодо регулярного вживання зеленого чаю виявили мало доказів того, що власне цей чай впливає на здоров'я.

### Шкода
У керівництві Американської колегії гастроентерологів стверджується, що прийом понад три 240 мл чашок зеленого чаю на добу може бути шкідливим для здоров'я, зокрема, для деяких людей це може мати несприятливий вплив на печінку і спровокувати захворювання цього органу. Денна норма не повинна перевищувати 500 мг катехінів. Також наголошується, що небезпечно приймати харчові добавки, що містять екстракт зеленого чаю, розрекламовані, зокрема, як засіб для схуднення.
В огляді Кокранівського співробітництва 2020 року перераховано деякі потенційні несприятливі ефекти, включаючи шлунково-кишкові розлади, підвищення рівня печінкових ферментів і, рідше, безсоння, підвищення кров’яного тиску та шкірні реакції.

### Вага
А дослідження, проведені в університеті королеви Маргарет, в Единбурзі, розглядали ефекти короткострокового споживання зеленого чаю групою студентів у віці 19-37 років. Учасникам була запропонована дієта і 4 чашки зеленого чаю в день протягом 14 днів. Результати показали, що таке споживання зеленого чаю знижує систолічний та діастолічний кров'яний тиск, рівень загального холестерину, жиру і вагу тіла. Ці результати свідчать про роль зеленого чаю в зниженні потенціалу факторів ризику серцево-судинних захворювань. Зокрема це дослідження було направлено на проблему надмірної ваги населення і зменшення високого ризику серцево-судинних захворювань.[джерело?]
Повне наукове дослідження, вказує на не доведеність впливу постійного приймання вживання зеленого чаю на вагу людини.

### Інше
Відомо, що зелений чай може зменшити ризик серцево-судинних захворювань, карієсу зубів, каменів в нирках, зокрема і раку.[джерело?]
За останні кілька десятиліть зелений чай піддавався багатьом науковим і медичним дослідженням з метою визначення ступеня користі для здоров'я. В офіційному звіті, опублікованому Американською кардіологічною асоціацією, сказано, що протягом 5-річного дослідження 1900 пацієнтів з історією гострого інфаркту міокарда було виявлено, що ймовірність померти від повторного інфаркту знижена на 44% при вживанні понад дві чашки чаю в день. Також зазначено, що люди, які регулярно п'ють зелений чай, мають менше можливостей розвитку хвороби серця і навіть розвитку деяких видів раку. Проте зелений чай не рекомендується для профілактики раку молочної залози.
Споживання зеленого чаю в епідеміологічних дослідженнях пов'язано зі зниженням ризику хвороби серця. Дослідження на тваринах показали, що у них при цьому може знижуватися рівень холестерину. Проте, за результатами декількох коротких досліджень на людині, було виявлено, що споживання чаю не знижує рівень холестерину в організмі людини. У 2003 році рандомізоване клінічне дослідження показало, що екстракт зеленого чаю з додаванням теафлавінів з чорного чаю впливає на зниження холестерину.
Дослідження, проведені в Бірмінгемському університеті, показали, що середній рівень окислення жиру на 17% вище після прийому зеленого чаю, ніж після прийому плацебо. Прийом їжі з екстрактом зеленого чаю може не тільки збільшити окислення жирів при помірно інтенсивних тренуваннях, а й покращити  чутливість до інсуліну і толерантність до глюкози у здорових молодих чоловіків.
У дослідженні, проведеному в ізраїльському технологічному інституті, було показано, що основний антиоксидант зеленого чаю поліфенол EGCG бореться з хворобою Паркінсона і хворобою Альцгеймера у мишей, допомагає захистити клітини мозку. Результати дослідження під керівництвом доктора Сільвії Манделл були представлені на четвертому міжнародному науково-технічному симпозіумі з чаю та здоров'ї людини в Вашингтоні у 2007 році.
Дослідження, що проводилося при національному інституті хімії в Любляні (Словенія) показало, що антимікробна активність екстракту зеленого чаю пов'язана з придушенням ДНК-гірази бактерій.
У дослідженні 2004-2005 років за участю 2018 китайських жінок, які споживали гриби та зелений чай, ризик розвитку раку грудей був на 90% менше звичайного.
Передбачається, що зелений чай може бути ефективним в запобіганні глаукоми та інших захворювань очей.

Звичайний зелений чай складає 99,9% води, у 100 мл чаю є 1 калорія. Поліфеноли, що містяться в зеленому чаї, включають епігальгокатехіновий галлат (EGCG), епікатечін галлат, епікатехини та флаваноли, які мають антиоксидантні, антианкрігенні, протизапальні та антирадіаційні біохімічні ефекти in vitro. Інші компоненти включають три види флавоноїдів, відомі як кампферол, кверцетин та міріцітин.
Щоденне споживання чорного чаю (але не зеленого чаю) було пов'язане з суттєвим зниженням смертності від усіх видів раку. Існують факти, які свідчать про те, що споживання зеленого чаю може бути пов'язане з трохи меншим ризиком розвитку раку стравоходу у китайців, меншим ризиком раку легенів у жінок та меншим рівнем ризику розвитку раку порожнини рота в азійських країнах.
У 2015 році метааналіз дев'яти проспективних когортних досліджень показав, що висока кількість споживання зеленого чаю може бути пов'язана з меншим ризиком раку печінки у жінок Азії. Аналогічно, ще один аналіз даних спостережень, проведений у 2012 році, показав, що споживання зеленого чаю може призупинити розвиток  раку легенів. Отриманий ефект був найсильнішим у тих, хто щодня споживав понад сім склянок зеленого чаю. У 2011 р. метааналіз епідеміологічних досліджень виявив обмежені докази того, що споживання зеленого чаю може бути пов'язане з помірно зниженим ризиком раку печінки у китайців та японців.
Зелений чай перешкоджає хімієтерапії препаратом бортезоміб (Velcade) та іншим інгібіторам протеасоми на основі борної кислоти, і його слід уникати людям, які приймають ці ліки.
Щоденне споживання зеленого чаю суттєво корелює з меншим ризиком смерті з будь-якої причини; збільшення однієї склянки зеленого чаю в день пов'язане зі зниженням ризику смерті на 4%.
Споживання зеленого чаю натще знижує рівень цукру в крові.[джерело?]
Екстракти зеленого чаю були використані в традиційній китайській та індійській медицині для різних цілей.[джерело?]

## Виробництво
У 2013 році світова продукція зеленого чаю склала приблизно 1,7 млн. Станом на 2015 рік Китай забезпечив 80% світового ринку зеленого чаю. У 2015 році США були найбільшим імпортером китайського зеленого чаю (6,8 тис. тонн), що на 10% більше, ніж у 2014 році, а Велика Британія імпортувала 1900 тонн, що на 15% більше, ніж у 2014 році. У 2015 році Кенія була найбільшим експортером зеленого чаю у світі (443 000 тонн).

## Вирощування, збирання та обробка
Зелений чай обробляється та вирощується різними способами залежно від типу бажаного зеленого чаю. В результаті цих методів зберігається максимальна кількість поліфенолів і органічних сполук, що впливають на аромат і смак. Рослинні умови можна розділити на два основних типи — ті, що виросли на сонці та ті, що виросли у тіні. Зелений чай вирощують у рядках, які обрізані, щоб виробляти пагони у звичайному порядку, і в основному його збирають тричі на рік. Перший збір відбувається наприкінці квітня —  на початку травня. Другий урожай зазвичай відбувається з червня по липень, а третій —  в кінці липня —  на початку серпня. Іноді також може бути й четвертий врожай. Зазвичай ціни на найперший врожай найвищі.

## Японія

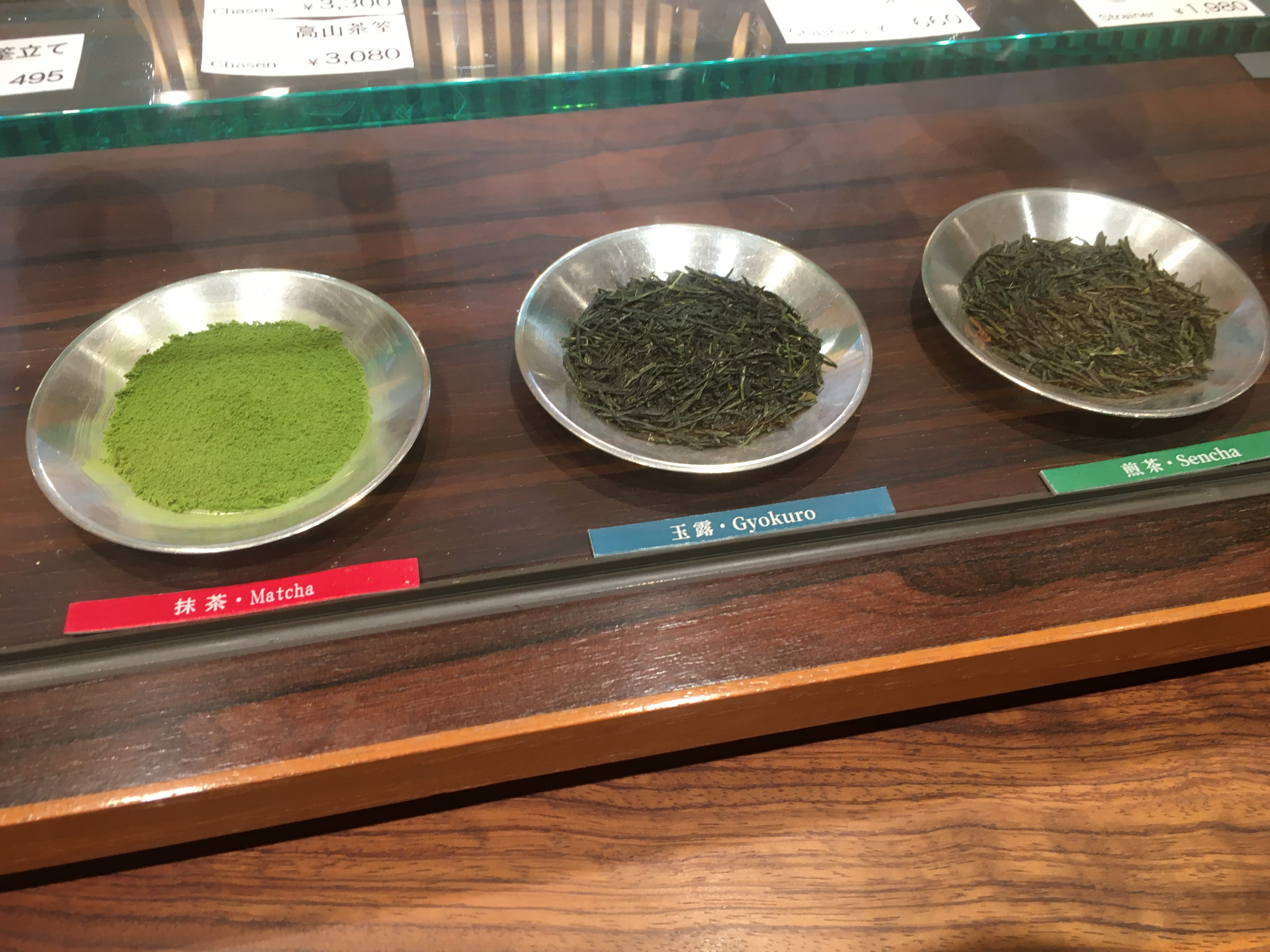
Сорти зеленого чаю — Токіо (грудень 05 2021)

Насіння чаю вперше було доставлено до Японії на початку 9 століття буддійськими ченцями Сайхо і Кукай. У період Хейана (794—1185) імператор Сага запровадив практику вживання чаю в імператорській сім'ї. Дзен-буддійський священник Ейсай (1141—1215), засновник школи ринцай буддизму, приніс чайне насіння з Китаю, щоб висаджувати його в різних місцях в Японії. Ейсай виступав за те, щоб всі люди, а не тільки буддійські ченці та еліта, пили чай задля користі для здоров'я.
Найстаріший регіон виробництва чаю в Японії — Уджі, розташований поблизу колишньої столиці Кіото. Вважається, що насіння, надіслане Ейсаєм, було посаджено в Уджі, що стало основою там чайної промисловості. Сьогодні найдорожчі преміальні чаї Японії все ще вирощуються в Уджі. Сьогодні найбільша область виробництва чаю — префектура Сідзуока, яка складає 40 % загальної японської продукції. Інші основні регіони виробництва чаю включають острів Кюсю та префектури Шиги, Гіфу і Сайтама в центрі міста Хонсю.
Весь комерційний чай, вироблений сьогодні в Японії — зелений чай. Виробництво японського чаю значною мірою механізоване і характеризується використанням сучасних технологій та процесів для підвищення врожайності та скорочення робочої сили. Через високу вартість робочої сили в Японії, тільки найвисокоякісніші обробляють вручну традиційно.
Японські зелені чаї мають тонку, голкоподібну форму та багатий темно-зелений колір.
Через обмежену кількість чаю, яку можна виготовити в Японії, більша частина продукції присвячена ринку преміум чаю. Застосовуються чайні вироби з чаєм та ароматизованими харчовими продуктами, як правило, використовуються в Китаї чайного виробництва японського типу.
Незважаючи на те, що в Японії існує безліч комерційних сортів чаю, переважна більшість японського чаю виробляється за допомогою сорту Ябукіта, розробленого в 1950-х роках.

## Корея
Відповідно до Запису Гайї, наведеному в Меморіалі з Трьох Королівств, легендарна королева Хе Хванг-ок, принцеса Айодхья, одружена з королем Суро Гайя, вивела чайний завод з Індії та посадила її в Бэгволсан, гору в нинішньому Чангвоне. Проте широко поширена думка, що систематична посадка чайних кущів почалася з введення китайської чайної культури буддійськими ченцями приблизно в 4 столітті. Серед деяких найдавніших буддійських храмів в Кореї Булгапса (заснована в 384 році в Йонгванге), Булхоа (заснована в 384 році в Наджу) та Хвеомесса (заснована в Гурі, 544) претендують на батьківщину корейської чайної культури. Зелений чай був звичайно запропонований Будді, а також духам померлих предків. Чайна культура продовжувала процвітати під час династії Горьо, тож пропонування чаю стало частиною найбільших національних церемоній, а чайні міста формувалися навколо храму.
Чайна культура Кореї була активно придушена японцями під час японського періоду примусової окупації (1910-1945 рр.), а наступна Корейська війна (1950-1953 рр.) ще більше ускладнила виживання корейської чайної традиції. Відновлення корейського способу чаю розпочалося в 1970-х роках навколо Дасолса. Комерційне виробництво зеленого чаю в Південній Кореї почалося лише в 1970-х. До 2012 року промисловість виробляла на 20% більше чаю, ніж Тайвань, і на 3,5% більше, ніж Японія. Зелений чай не настільки популярний, як кава чи інші види корейських чаїв у сучасній Південній Кореї. Річне споживання на душу населення зеленого чаю в Південній Кореї у 2016 році склало 0,16 кг (0,35 фунта), у порівнянні з 3,9 кг (8,6 кг) кави. Однак незважаючи на те, що ринок кави досяг рівня насичення, виробництво чаю в Південній Кореї подвоїлося протягом 2010-2014 років, а імпорт чаю протягом 2009-2015 рр., попри дуже високу тарифну ставку (513,6% для зеленого чаю, у порівнянні з 40% для чорного чаю, 8% для обробленої / смаженої кави, і 2% для сирих кавових зерен).

## Інші країни
У Канаді зелений чай продається як суха суміш і продаж її регулюється Канадським агентством з контролю за харчовими продуктами (CFIA). Це один з продуктів, для яких встановлено стандарт ідентичності згідно з Правилами продовольства та лікарських засобів. Продукт повинен містити не менше 33% водорозчинних екстрактивних речовин (визначається офіційним методом FO-37, який є визначенням водорозчинних екстрактивних речовин у чаї), а загальна кількість золи повинна бути від 4% до 7%.